# Kalefeld
Kalefeld é um município da Alemanha localizado no distrito de Northeim, estado de Baixa Saxônia.